# 帝汶島
帝汶岛為馬來群島南端的島嶼，屬於南洋群島的一部分。位在爪哇海东侧，東部為獨立國家東帝汶，西部又稱西帝汶，除歐庫西區外，大部分為印度尼西亞東努沙登加拉省的一部份，该岛屿也是小巽他群島中面积最大者:167。

## 名称
“帝汶”一名源于马来语中的“Timur”，意为“东方”，因岛屿位于小巽他群島東端而得名，该名称日后也为东帝汶采纳为国名。在中文译名方面，帝汶岛是檀香的重要产地，很早就被中国古籍提到，并曾有多种译法。《诸番志》称其为“底勿”，《岛夷志略》作“古里地闷”（“古”为“吉”之误，“吉里”意为“山”），《星槎胜览》作“吉里地闷”，《东西洋考》译作“迟闷”和“池闷”，《海岛逸志》译作“知汶”，《海录》译作“地问”。

## 人口族群
人类学家在帝汶发现了11个不同的民族语言群体，其中最大的是帝汶岛西部的阿托尼族和帝汶中东部的德顿族。大部分帝汶土著语言属于南岛语系的帝汶-巴巴尔语支。尽管缺乏词汇证据，但帝汶的非南岛语系语言被认为与哈马黑拉、西新几内亚的语言有关。这些族群多属新马来系诸族，分别于公元前2000年前后，以及公元1000年来到当地:87。
东帝汶的官方语言是德顿语和葡萄牙语，西帝汶的官方语言是印尼语，而瓦布梅托语是古邦、中南帝汶和中北帝汶地区也较常使用。由于印尼军事占领的历史，东帝汶也有不少居民可以理解印尼语:88。